# Pupina coxeni
Pupina coxeni é uma espécie de gastrópode da família Pupinidae.
É endémica da Austrália.